# Volvariella bombycina
Espèce
Volvariella bombycina est une espèce de champignons basidiomycètes de la famille des Pluteaceae.